# Mulukuku
Mulukuku est une municipalité nicaraguayenne 
de la région autonome de la Côte caraïbe nord.